# Evàgora
Evàgora (en grec antic Εὐαγόρη) va ser segons la mitologia grega, una de les cinquanta Nereides, filla de Nereu, un déu marí fill de Pontos, i de Doris, una nimfa filla d'Oceà i de Tetis.
En parlen Hesíode, i Apol·lodor a les llistes que donen amb els noms de les nereides. Apol·lodor diu que era la nereida que propiciava la reunió dels peixos, o potser la de les naus.